# Antoine-Charles Taschereau
Pour les autres membres de la famille, voir Famille Taschereau.
Antoine-Charles Taschereau, né le 26 octobre 1797 à Québec et mort le 11 juin 1862 à Deschambault, est un fonctionnaire, militaire et homme politique canadien.

## Biographie

### Études et famille
Il est le fils de Gabriel-Elzéar Taschereau et de Louise-Françoise Juchereau Duchesnay. Il étudie au Petit Séminaire de Montréal de 1809 à 1811 puis au Séminaire de Nicolet de 1812 à 1816. Il épouse Adélaïde Fleury de La Gorgendière le 18 janvier 1819.

### Fonctionnaire
Il occupe d'abord différentes fonctions en Beauce. Il est officier de la douane de Sainte-Marie en 1821, puis percepteur en 1822. Il dirige des travaux d'exploitation agricole et forestière dans le canton de Linière. Il aussi est agent des terres, commissaire chargé de l'ouverture du chemin de Kennebec, maître de poste et commissaire d'école.

### Homme politique
Il devient ensuite lieutenant-colonel dans la milice. Il est élu député de Beauce à la Chambre d'assemblée du Bas-Canada en 1830. Il appuie parfois le Parti patriote ou bien le Parti bureaucrate. Il vote en faveur des 92 résolutions. Il est réélu en 1834. Son mandat se termine avec l'Union des Canada. Il est alors élu député de Dorchester à l'Assemblée législative de la province du Canada en 1841. Il ne se représente pas en 1844. Il est remplacé par son neveu Pierre-Elzéar Taschereau.
Il est nommé percepteur des douanes à Québec en 1849.
Il est mort à l'âge de 64 ans et 7 mois.